# Yu Hai
Yu Hai (Luoyang, 4 de junho de 1987) é um futebolista chinês que atua como volante ou meia. Atualmente, joga pelo Shanghai SIPG.

## Carreira
Yu Hai representou a Seleção Chinesa de Futebol na Copa da Ásia de 2011 e 2015.

## Títulos
Guizhou Renhe
- Copa da China: 2013
- Supercopa da China: 2014

Shanghai SIPG
- Super Liga Chinesa: 2018
- Supercopa da China: 2019

Seleção Chinesa
- Copa do Leste Asiático: 2010